# Tim Asch
Pour les articles homonymes, voir Asch.
Tim Asch, né Timothy Asch le 16 juillet 1932 à Southampton dans l'État de New York et mort le 3 octobre 1994 à Los Angeles, est un anthropologue américain qui a réalisé de nombreux films ethnographiques.

## Histoire
Tim Asch a travaillé à l'université de New York, à l'université Harvard et à l'université de la Californie du Sud. Il est surtout connu pour ses nombreux films ethnographiques sur les Yanomami. L'un de ses films les plus connus est The Ax Fight, représentant un différend au sein d'une tribu. Il a notamment été directeur du Centre d'anthropologie visuelle en 1983.

## Travaux avec Napoléon Chagnon
Napoléon Chagnon et Tim Asch ont réalisé une très importante série de films dédiée aux Yanomamis.

## Filmographie
- Dodoth Morning (1963)
- The Feast (1969)
- Yanomamo: A Multidisciplinary Study (1971)
- Ocamo Is My Town (1974)
- Arrow Game (1974)
- Weeding the Garden (1974)
- A Father Washes His Children (1974)
- Firewood (1974)
- A Man and His Wife Weave a Hammock (1974)
- Children's Magical Death (1974)
- Magical Death (1974)
- Climbing the Peach Palm (1974)
- New Tribes Mission (1974)
- Yanomamo, un programme spécial d'une heure pour la télévision japonaise (1974)
- The Ax Fight (1975)
- A Man Called "Bee": Studying the Yanomamo (1975)
- Moonblood (1975)
- Tapir Distribution (1975)
- Tug Of War (1975)
- Bride Service (1975)
- The Yanomamo Myth of Naro as Told By Kaobawa (1975)
- The Yanomamo Myth of Naro as Told By Dedeheiwa (1975)
- Jaguar: A Yanomamo Twin-Cycle Myth (1976)
- The Sons of Haji Omar (1978)
- A Balinese Trance Seance (1979)
- Jero on Jero: A Balinese Trance Seance Observed (1980)
- Jero Tapakan: Stories From the Life of a Balinese Healer (1983)
- The Medium is the Masseuse: A Balinese Massage (1983)
- The Water of Words (1983)
- Spear and Sword (1988)
- Releasing the Spirits (1990)
- A Celebration of Origins (1992)